# 1741 az irodalomban
Az 1741. év az irodalomban.

## Új művek

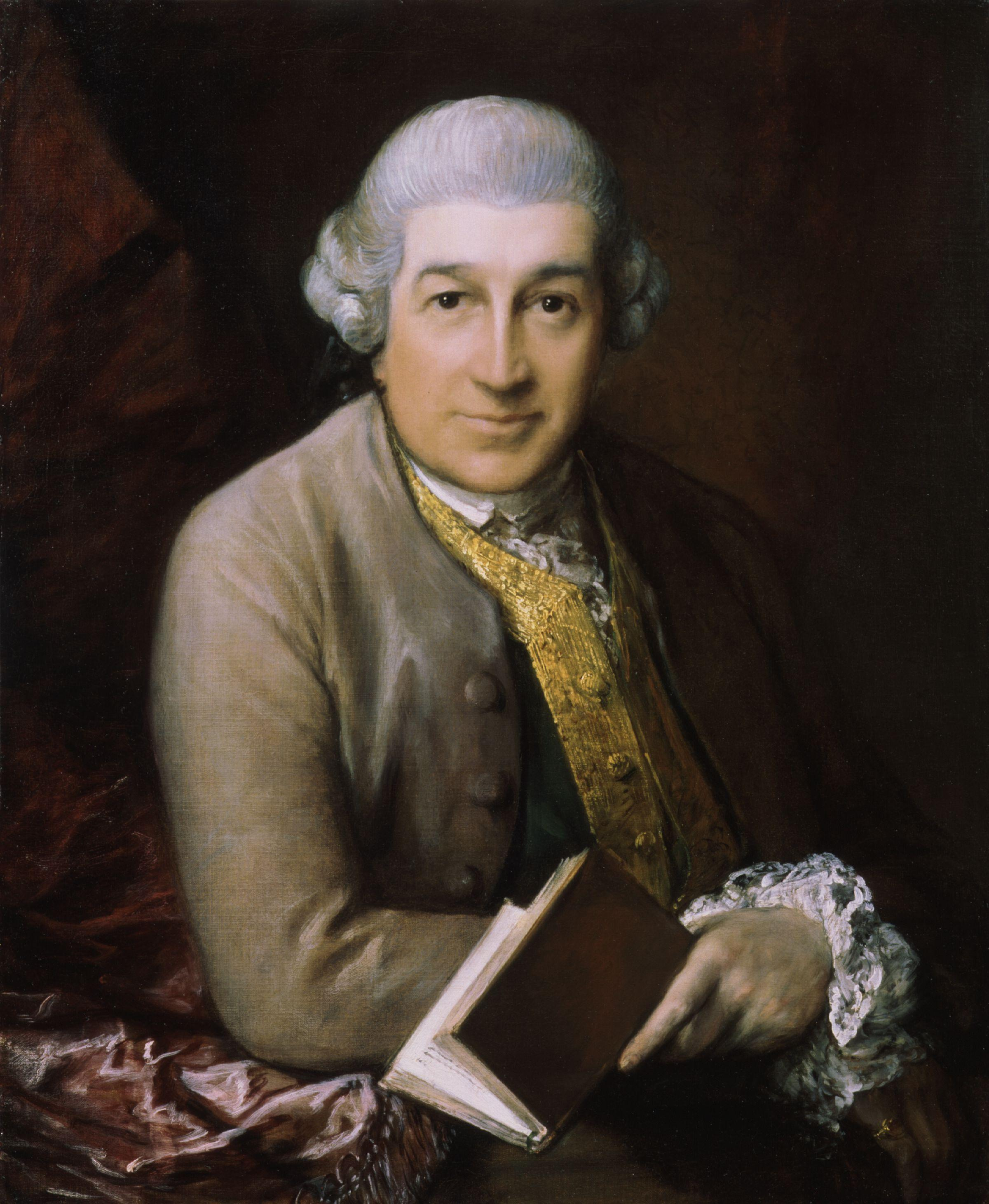
David Garrick portréja

- David Garrick Londonban William Shakespeare III. Richárdjának címszerepét játssza, ezzel megalapozza hírnevét mint (az egyik) legjobb Shakespeare-színész. Később európai fellépéseivel (1863–1865) ő terjesztette el Shakespeare tiszteletét.[1]

## Születések
- április 6. – Nicolas Chamfort francia író, moralista († 1794)
- június 4. – Rájnis József bölcseleti és teológiai doktor, tanár, műfordító († 1812)
- október 4. – Franciszek Karpiński lengyel költő († 1825)
- október 18. – Pierre Choderlos de Laclos francia író, tábornok; a Veszedelmes viszonyok (Les liaisons dangereuses, 1782) című regény szerzője († 1803)

## Halálozások
- március 17.  – Jean-Baptiste Rousseau francia költő, drámaíró (* 1671)